# Grosstraktor
Grosstraktor, Großtraktor (с нем. — «большой трактор») — серия германских прототипов среднего танка времён Веймарской республики и начального этапа становления нацистской Германии. По сути, это три разные машины, произведённые по два экземпляра на заводах фирм «Рейнметалл-Борзиг», «Крупп» и «Даймлер-Бенц». Прототипы «Даймлер-Бенц» строились дольше других, однако им было присвоено условное название Grosstraktor I, прототипам же «Рейнметалл-Борзиг» и «Крупп» — Grosstraktor II и Grosstraktor III соответственно. Тем не менее, все три разновидности машин были очень похожи между собой, поэтому в историю они вошли под общим названием.

## История создания
Учитывая опыт Первой мировой войны, немецкое командование понимало необходимость создания собственных бронетанковых сил, однако по условиям Версальского договора создавать таковые было запрещено. К середине 1920-х годов бюро по вооружению Сухопутных войск разработало секретные требования к тяжёлому танку массой 20 т. В 1925 году Rheinmetall-Borsig, Krupp и Daimler-Benz получили задание разработать тяжёлые танки под кодовым названием «Armeewagen 20», что в переводе с немецкого означает буквально «армейская повозка образца 1920 года». Затем название изменили на Grosstraktor, что означает «большой трактор». Тем самым немцы завуалировали создание боевых машин под тракторы, предназначенные для нужд сельского хозяйства.
В качестве предъявляемых требований значилось:
- масса 15 тонн,
- длина 6 метров,
- высота 2,40 метра,
- скорость 40 км/ч,
- удельное давление на грунт — порядка 0,5 кг/см²,
- размещение одной 75-мм пушки KwK L/24 в главной башне и 2—4 пулемётов в малой башне, в корпусе и в главной башне (спаренный с пушкой),
- преодолеваемая стенка высотой до 1 метра,
- преодолеваемый подъём до 30°,
- преодолеваемый брод глубиной 0,8 метра.

Каждой из фирм-участниц проекта предстояло построить по 2 прототипа из мягкой неброневой стали с толщиной металлических листов 6—14 мм. Армейское командование сразу рассчитывало внедрить принцип взаимозаменяемости основных узлов тяжёлых танков, что повлияло на их внешний вид и конструктивные элементы. Все машины предполагалось собирать на заводах «Рейнметалл-Борзиг». В 1928 году закончили сборку опытных образцов фирмы «Крупп» и «Рейнметалл». А в 1929 году был готов и первый танк фирмы «Даймлер-Бенц». Сборка второго образца затянулась до 1930 года. Компоновка «больших тракторов» была очень похожа на английские танки времён Первой мировой — опоясывающие гусеницы и ромбовидный силуэт машины. Экипаж составлял 6 человек. Вооружением служила короткоствольная пушка KwK L/24 и три пулемёта, один из которых был установлен в одноместной башенке в кормовой части машины. Также известно, что на одну из машин «Даймлер-Бенц» предполагалась установка 150-мм гаубицы вместо основного орудия.
Ходовая часть, при видимой идентичности у всех машин, несколько различалась. Например, у танка фирмы «Даймлер-Бенц» она состояла из 16 сдвоенных катков малого диаметра на один борт, сблокированных в 8 тележек, 3 поддерживающих роликов, переднего направляющего и заднего ведущего колеса. При этом шесть тележек опорных катков соединялись в три блока, а две передние оставались независимыми. В качестве упругих элементов подвески использовались пластинчатые рессоры. В свою очередь, у танка фирмы «Крупп», применительно на один борт, имелось по 14 опорных катков (крайние катки были чуть большего диаметра) сблокированных в 7 тележек, 2 независимых катка спереди и сзади, 3 поддерживающих ролика, переднее направляющее и заднее ведущее колесо. Ходовая часть танка фирмы «Рейнметалл-Борзиг» была оснащена, применительно на один борт, 16 опорными катками, сблокированными в 8 тележек, 3 независимыми роликами (2 впереди и один сзади) и 3 поддерживающими роликами. Расположение ведущих и направляющих колёс не изменилось. Этот танк единственный из всех, который имел эвакуационный люк в бортовом экране.
Боевая масса машин также была разной: самым тяжёлым «трактором» оказался образец «Даймлер-Бенц», чей вес перевалил за 19 тонн, крупповский образец имел боевую массу в 16 тонн, а прототип фирмы «Рейнметалл-Борзиг» — 15 тонн.

## Испытания в СССР
Машины «Даймлер-Бенц», последняя из которых была построена только в 1930 году, получили номера 41 и 42, к которым впоследствии добавилось название «Grosstraktor I», машины фирмы «Крупп» — № 43 и 44, «Grosstraktor III», рейнметалловские «сельхозмашины» были обозначены под № 45 и 46, «Grosstraktor II».
Так как производство и использование боевых машин в Германии того периода было запрещено Версальским договором, все шесть машин тайно были переправлены для испытаний под Казань. Однако полноценные испытания танков провести не удалось ввиду отсутствия вооружения на двух машинах и использования небронированной стали. Неудовлетворительными оказались и ходовые испытания: машины «Даймлер-Бенц» и «Крупп» были сняты с них из-за постоянных поломок в трансмиссии и ходовой части. При этом прототипы «Даймлер-Бенц» «на двоих» смогли проехать лишь 66 км. Лучше всех показали себя танки «Рейнметалл», проехав в общей сложности более 1200 км. При этом практически у всех машин регулярно скидывало гусеницы (все машины были с задним расположением ведущего колеса), в связи с чем были установлены гусеничные ленты другой конструкции. В связи с этим немецкой миссией были сделаны выводы, что более надёжным будет расположение ведущего колеса спереди, что и было реализовано впоследствии практически на всех машинах времён Второй мировой войны.
Из положительных моментов следует отметить, что на ровной дороге танки развивали скорость до 44 км/ч, а вооружение на тот момент вполне соответствовало требованиям времени.

## Возвращение в Германию
После свёртывания советско-германского сотрудничества в военной сфере танки были отправлены в Германию. В ангарах и мастерских учебного центра «Кама» в Казани немцы педантично собрали все «детали секретных машин», вплоть до последней гайки. В 1934 году одна машина «Grosstraktor I» была доставлена в 1-й танковый полк и установлена на постамент при штабе в Эрфурте, вторая машина с той же целью была отправлена в 5-й танковый полк в Вюнсдорфе. Прототипы танков фирм «Крупп» и «Рейнметалл-Борзиг» ещё около года продолжали эксплуатировать в качестве учебных, а в августе 1935 года их задействовали в широкомасштабных манёврах немецкой армии в составе 1-й танковой дивизии, где также использовались первые лёгкие танки Pz.I. Спустя несколько месяцев «гросстракторы» передали в танковую школу в Пултосе, но уже в 1937 году по одному танку обеих фирм также установили как памятники у казарм 5-го танкового полка. Остальные две машины закончили свою карьеру в качестве наглядных пособий и во время войны были разобраны на металл.

## Grosstraktor в компьютерных играх
- Grosstraktor присутствует в экшен ММО-РПГ игре World of Tanks Blitz как тяжёлый немецкий коллекционный танк III-го уровня.

- Grosstraktor также присутствует в экшен-игре World of Tanks, в качестве среднего немецкого акционного танка III-уровня.

- В игре Hearts of Iron 4  Grosstraktor представлен как тяжёлый танк 1 уровня